# Josée Charbonneau
Josée Charbonneau (* 8. Juni 1972 in Val-David, Québec) ist eine ehemalige kanadische Freestyle-Skierin. Sie startete in den Buckelpisten-Disziplinen Moguls und Dual Moguls.

## Werdegang
Charbonneau startete in der Saison 1992/93 in Blackcomb erstmals im Weltcup und errang dort den 23. Platz. In den folgenden Jahren belegte sie bei den Weltmeisterschaften 1995 in La Clusaz den 27. Platz im Moguls und bei den Weltmeisterschaften 1997 im Iizuna Kōgen Sukī-jō den 22. Rang im Moguls. Zudem erreichte sie in der Saison 1994/95 mir dem 39. Platz im Gesamtweltcup und den 14. Rang im Moguls-Weltcup sowie in der Saison 1995/96 mit dem neunten Platz im Dual-Moguls-Weltcup ihre besten Gesamtergebnisse. Ihr bestes Resultat im Weltcup errang sie im Februar 1997 in Kirchberg im Dual Moguls und im März 1998 in Châtel im Dual Moguls mit dem vierten Platz. Bei ihrer einzigen Teilnahme an Olympischen Winterspielen im Februar 1998 in Nagano belegte sie den 24. Platz im Moguls. Letztmals im Weltcup startete sie im Januar 2000 in Madarao, wobei sie den 17. Platz im Dual Moguls errang.

## Teilnahmen an Weltmeisterschaften und Olympischen Winterspielen

### Olympische Spiele
- 1998 Nagano: 24. Platz Moguls

### Weltmeisterschaften
- 1995 La Clusaz: 27. Platz Moguls
- 1997 Iizuna Kōgen: 22. Platz Moguls

## Weltcup-Gesamtplatzierungen
Charbonneau nahm an 63 Weltcups teil und erreichte 16 Top-Zehn-Platzierungen.
| Saison    | Gesamt | Gesamt | Moguls | Moguls | Dual Moguls | Dual Moguls |
| Saison    | Punkte | Platz  | Punkte | Platz  | Punkte      | Platz       |
| --------- | ------ | ------ | ------ | ------ | ----------- | ----------- |
| 1993/94   | 4      | 92.    | 40     | 42.    | –           | –           |
| 1993/94   | 20     | 71.    | 164    | 27.    | –           | –           |
| 1994/95   | 58     | 39.    | 408    | 14.    | –           | –           |
| 1995/96   | 54     | 44.    | 436    | 15.    | 116         | 9.          |
| 1996/97   | 25     | 67.    | 100    | 26.    | 96          | 19.         |
| 1997/98   | 17     | 85.    | 84     | 29.    | 204         | 12.         |
| 1999/2000 | –      | –      | –      | –      | 12          | 26.         |